# 圣体圣殿 (都灵)

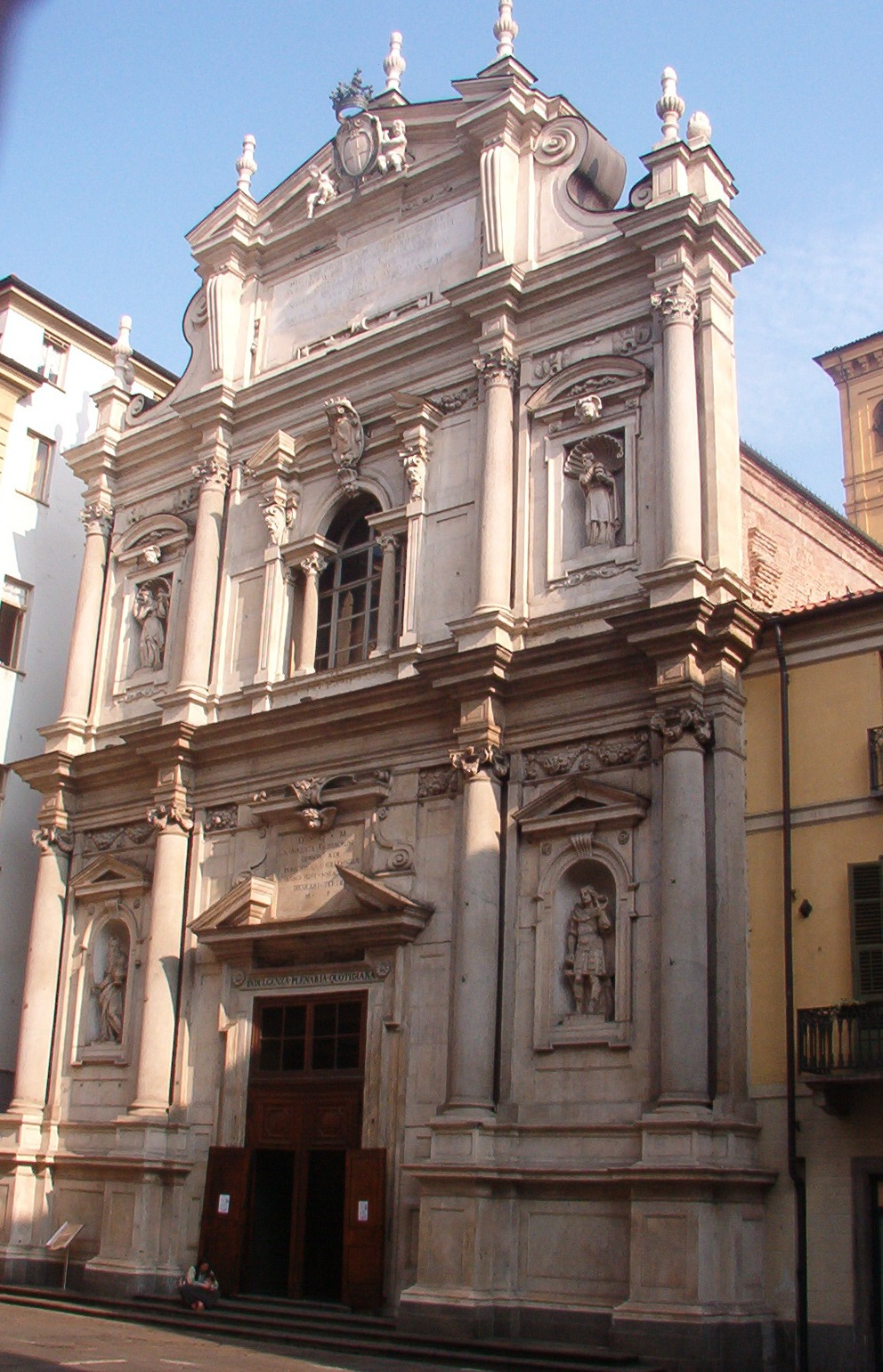
立面

圣体圣殿（義大利語：Basilica del Corpus Domini）是一座罗马天主教教堂，位于意大利都灵。
兴建此堂是为了庆祝“圣体圣事的奇迹”，据称发生在 1453年6月6日基督圣体圣血节，萨伏依公国与法国之间的战争期间。一群法国士兵抢劫了埃西莱斯的教堂，去都灵出售战利品。运圣体的驴倒在地上，圣灵从空中照亮了广场。为庆祝这一事件，四个城门都画了“耶稣圣名”。随后在1521年在此兴建了一个小堂。1607年拆除小堂以腾出空间，建造新堂。
新教堂的设计委托阿斯卡尼奥Vitozzi和阿米地奥·迪·卡斯泰拉蒙泰。工程始于1607年。1753年国王委托贝内代托·阿尔菲里修复室内。
该堂为典型的巴洛克风格。堂内标出了奇迹发生的确切地点。